# 森田香央里
森田 香央里（もりた かおり、1981年1月14日 - ）は、神奈川県横須賀市出身の女性タレント。

## 人物
- 愛称の「モカ」または「モカリン」は、もりたの「も」かおりの「か」からきている。
- 趣味：モダンバレエ・格闘技観戦・ヤドカリの飼育
- 特技：水泳・歌うこと
- 得意な科目美術：体育・理科（科学）
- 苦手な科目：社会（政治経済・歴史・地理）
- 家族：父・母・兄・祖母
- 愛犬：メロン（ポメラニアン♂）

## 来歴
- 2007年～2008年：SUPER GT「ZENT sweeties」
2007年のSUPER GT第5戦から参加し、2008年度ではリーダーを務めた。
- 2009年2月：大阪オートメッセイメージガール（他メンバー：坂本麻衣、実はる那）
このイベントをもってレースクイーン業を引退した[1]。
- 2009年3月1日：ABCエージェンシーからディスカバリー・エンターテインメントへ移籍。

## 出演

### TV
- ヨシモトファンダンゴTV「ヨシモト∞」（2006年3月～2007年3月）※アシスタント
- NTV 「踊る!さんま御殿!!」（2007年10月2日）
- テレビ朝日「マイガール」（2009年11月）

### 映画
- 7月24日通りのクリスマス（2006年）
- 3Dショートムービー「メモリー」

### CM
- ヴァーナル化粧品
- サントリー BOSS
- ロッテ ACUO「映画館篇」
- ソフトバンクモバイル「サーフィン」篇
- 大黒屋

### DVD
| 枚  | タイトル                 | 発売年月日    | レーベル                 | 備考                                 |
| --- | ------------------------ | ------------- | ------------------------ | ------------------------------------ |
| 1st | attractive               | 2006年10月7日 | ベガファクトリー         |                                      |
| 2nd | Beam                     | 2007年2月23日 | イーネット・フロンティア |                                      |
| 3rd | cinnamon                 | 2007年6月8日  | 竹書房                   |                                      |
| 4th | ELEGANCE〜大人のかをり〜 | 2007年8月24日 | トリコ                   |                                      |
| 5th | 森田香央里 RQ360         | 2008年7月30日 | マジカル                 |                                      |
| 6th | RQ360 Compilation'08     | 2008年9月24日 | マジカル                 | 山内智恵、吉本衣里、高杉美和子と共演 |

### 雑誌
- ヤングマガジン
- ヤングチャンピオン
- sabra
- 振袖記念日
- 美しい着物
- 春のソーイング
- 振袖ヘアコレクション
- 夢21
- 週刊ポスト
- goo World
- 週刊プレイボーイ
- ギャルズパラダイス
- MISS

他

### ショー
- そごうフロアショー
- 2007年  東京モーターショー  TOYOTA ステージモデル
- 2008年  東京オートサロン TOYOTA ステージモデル
- 2008年  大阪オートメッセ TOYOTA ステージモデル
- 2009年  東京オートサロン avexモデル
- 2009年 大阪オートメッセ　イメージガール

### 舞台
- こんにちはユーレイ（主演）、【作･演出： レジェンド·ピクチャーズ】